# Venkataraman Balakrishnan
Pour les articles homonymes, voir Balakrishnan.
Venkataraman Balakrishnan, né en 1943, est un physicien théoricien indien.

## Biographie
Il a obtenu son doctorat de l'université Brandeis en 1970. Après une décennie au TIFR et à l'IGCAR (Indira Gandhi Centre for Atomic Research) Kalpakkam, il rejoint l'IIT Madras en tant que professeur de physique en 1980. Il a été élu membre de l'Académie indienne des sciences en 1985.

## Parcours scientifique
Il a travaillé dans de nombreux domaines, dont la physique des particules, le problème à N corps, le comportement mécanique des solides, les systèmes dynamiques, les processus stochastiques et la dynamique quantique. C'est un chercheur de haut niveau qui a apporté d'importantes contributions à la théorie de l'anélasticité, ainsi qu'à l'étude des marches aléatoires continues et des récurrences dans les systèmes dynamiques.

## Enseignement
Parallèlement à son activité de recherche, Balakrishnan enseigne à l'université. C'est un professeur de physique réputé, connu pour son style d'enseignement vivant, qui allie intuition physique et rigueur mathématique, ainsi que pour son humour subtil. Au cours des 30 dernières années, il a enseigné un grand nombre de sujets, allant de l'introduction à la physique jusqu’à la théorie quantique des champs, en passant par les systèmes dynamiques.

## Publications
Balakrishnan est l'auteur du livre Elements of Nonequilibrium Statistical Mechanics (CRC Press 2008). Selon la revue scientifique "Soft Materials", plutôt que de fournir une couverture complète du domaine de la mécanique statistique hors équilibre, le livre se concentre sur l'explication des équations de Langevin et de Fokker-Planck. Il a co-écrit le livre Beyond the Crystalline State: An Emerging Perspective( Springer 1989) en collaboration avec G. Venkataraman et D. Sahoo.